# 硫酸亚铜
硫酸亞銅化學式為Cu2SO4，是銅(I)的硫酸鹽(在Cu(I)氧化态中，3d电子层已全充满)，是離子化合物，常溫下為灰色固體，屬斜方晶系。硫酸亚铜有反磁性。由於Cu+不穩定，Cu2SO4溶於水或加熱發生歧化反應：
Cu2SO4 → Cu + CuSO4

## 合成
可通過氧化亞銅與硫酸二甲酯(CH3O)2SO2或硫酸二乙酯(CH3CH2O)2SO2在約160 °C反應制得，副产物是甲醚或乙醚。
浓硫酸和铜在180-220℃反应也能生成硫酸亚铜：
2Cu+2H2SO4→Cu2SO4+SO2+2H2O

## 化学性质
硫酸亚铜在干燥的空气中稳定，遇水立即分解成硫酸铜(II)、氧化铜(II)和铜单质。硫酸亚铜能定量地还原羟胺为氨。